# ウラBTTB
「ウラBTTB」（ウラ・ビー・ティ・ティ・ビー）は、1999年5月26日にリリースされた坂本龍一のシングル。

## 解説
本作は、三つのピアノ曲で構成され、坂本龍一のアルバム『BTTB』に引き続いて発売された。タイトルの正式な表記は「B」の文字を左右反転の鏡文字にしている。
CDジャケットのデザインは黒バックに黒字で印刷されており判読しにくいため、ディスコグラフィーや配信でのジャケット写真は黒字が白字に変更されている。
オリコンチャートにおけるシングルのタイトル表記では「energy flow（『ウラBTTB』）」となっている。

## 制作・音楽性

### energy flow
1999年3月から三共『リゲインEB錠』として使われた。放映開始当初は、スクランブル交差点の真ん中で坂本がこの曲をピアノで演奏する様子を見下ろす視点の映像が使われていたが、その後坂本出演部分がカットされた。元々CMで使われた30秒だけが作曲されたが、CMで評判が上がり、CD発売が決定したため、急遽他のパートを追加し一曲に仕上げた。CMで使われた音源はアルバム『CM/TV』に収録されている。
坂本曰く、ポップ路線などは何も考えずに5分ほどで作った曲で、なぜこの曲が売れたのかが未だに分からないという。

#### サンプリングとしての使用
- 2008年、スケボーキングが同曲のリメイクをシングル「elegy train」に収録。
- 2016年、加藤ミリヤが同曲をサンプリングした楽曲BABYLONを発表した（アルバム『LIBERTY』収録）。
- 2018年、U-zhaanと坂本によるリワークバージョンが発売[4]。

### put your hands up (piano version)
TBS系テレビ『筑紫哲也 NEWS23』のテーマソングとして作られた楽曲のピアノヴァージョン。原曲は坂本のアルバム『CM/TV』に収録されており、1997年9月29日から2005年3月25日まで使用された。1999年から2005年3月までは毎週金曜日のオープニング及びエンディングにこのピアノヴァージョンが流れていた。

### 鉄道員 (piano version)
映画『鉄道員』主題歌のピアノによるインストゥルメンタル。原曲は娘の坂本美雨が歌っており、このシングルは「ウラBTTB」と同日に発売されている。

## 記録
CMソングとして使われた「energy flow」の人気、当時注目された収録曲、そして坂本の知名度を背景に大ヒットし、インストゥルメンタルのシングルとしては初めて、週間のオリコンチャート1位を記録。
その後も10週連続でトップ10入りし、累計155.0万枚（オリコン調べ）、または累計180万枚（公称）を記録した。

## 収録曲
| 全作曲: 坂本龍一。 |                                      |       |            |      |
| #                  | タイトル                             | 作詞  | 作曲・編曲 | 時間 |
| 1.                 | 「energy flow」                      |       | 坂本龍一   | 4:35 |
| 2.                 | 「put your hands up」(piano version) |       | 坂本龍一   | 4:54 |
| 3.                 | 「鉄道員」(piano version)            |       | 坂本龍一   | 4:43 |
| 合計時間:          | 合計時間:                            | 14:12 |            |      |